# Rate Your Music
Rate Your Music oder RYM (Englisch für Bewerte deine Musik) ist eine kostenlose, von Mitgliedern aufgebaute Online-Datenbank für Tonträger und Tonaufnahmen, Plattenfirmen und Filme. Sie wurde im Jahr 2000 gegründet und hat ihren Sitz in Seattle.

## Struktur
Rate Your Music wurde am 24. Dezember 2000 von Hossein Sharifi gegründet. Im Gegensatz zu Discogs lag der Schwerpunkt in der Anfangszeit nicht bei elektronischer, sondern bei Rockmusik.  Das Grundprinzip der Seite ist es, den Benutzern zu erlauben, Alben, Singles und EPs in die Datenbank einzutragen und diese dann zu bewerten. Das Bewertungssystem reicht von minimal einem halben Stern bis zu maximal fünf Sternen. Rate Your Music ähnelt hierbei einem Wiki, da alle Daten (Künstler, Aufnahmen und Künstlerbiografien) gemeinschaftlich von angemeldeten Benutzern eingetragen werden; sie müssen jedoch von einem Moderator gesichtet und bewilligt werden, um Vandalismus vorzubeugen.
Dennoch leidet die Datenbank unter erheblichen Ungenauigkeiten und Doppeleinträgen. Einmal werden Musiker und ihre zugehörigen Bands unter dem Namen des Solointerpreten zusammengefasst (Bsp.: Bruce Springsteen), oder der Frontmusiker und seine Begleitband (Bsp.: Udo Lindenberg) getrennt gelistet.
RYM 1.0, die erste Version der Seite, ermöglichte das Bewerten und Katalogisieren von Musikaufnahmen, das Schreiben von Rezensionen, das Erstellen von Listen sowie das Einspeisen von Künstlernamen und Alben in die Datenbank. Andere Funktionalität wurden schrittweise hinzugefügt, wie zum Beispiel das Einführen von Benutzerforen im Jahr 2002.  Am 7. August 2006 wurde RYM 2.0 eingeführt, eine komplett neue Version der Website, welche noch weitere Funktionalitäten wie die Eingabe von Tracklist, Label, Katalognummer, Konzerten oder Veranstaltungsorten, bot.
Wegen hoher Betriebskosten wird Rate Your Music seit 2006 nicht mehr nur von Benutzerspenden finanziert, sondern erhält auch Einnahmen aus anderen Quellen. Konkret sind dies provisionsbasierte Links zu Online-Musikdiensten und kontextuelle Werbeanzeigen von Google AdSense (welche angemeldete Benutzer ausschalten können). Dieser Schritt wurde vorher einer Diskussion in den Benutzerforen unterzogen. Eine demokratische Abstimmung darüber hat nicht stattgefunden.
Im Mai 2009 fing Rate Your Music an, Filme in seine Datenbank zu integrieren.

### „Custom Charts“ und Musikempfehlungen
Eine besondere Funktion bei RYM sind die sogenannten Custom Charts. Diese sind nummerische Zusammenstellung von Ranglisten der verschiedenen Aufnahmen und Filme in der Datenbank, wobei der Benutzer diese Bestenlisten nach beliebigen Kriterien individuell aufmachen kann. So kann man die Werke mit den höchsten, aber auch die mit den niedrigsten Bewertungen unter anderem nach Jahr, Jahrzehnt, Format oder Land ordnen. Das Album mit den besten Bewertungen in der globalen Allzeit-Bestenliste ist Kendrick Lamars To Pimp A Butterfly (Februar 2024).
Außerdem kann ein Benutzer jedem anderen Nutzer Filme, Künstler oder Aufnahmen empfehlen. Es existiert ebenfalls eine automatische Funktion, die dem Nutzer anhand seiner bereits vergebenen Bewertungen neue Empfehlungen gibt.

## Problematik
Obwohl Rate Your Music als Datenbank gegründet wurde und sich selbst gerne als solche versteht, geht der Charakter der Seite weit über das neutrale Erfassen von Daten hinaus. Gerade die Tatsache, dass das Hauptaugenmerk der Seite die Bewertung von Tonträgern ist, macht den Umgang mit bestimmten Datenbankeinträgen nicht einfach. So führten Einträge über Adolf Hitler und andere Nationalsozialisten zu heftigen Diskussionen innerhalb des Forums, bis hin zu demonstrativen Austritten.
Tatsächlich wird Rate Your Music von Anhängern der Nazi-Ideologie als Spielplatz benutzt um rassistisches Gedankengut in der Musik zu verbreiten und zu verharmlosen. Diese Thesen werden allerdings, wie im Link ersichtlich, auch da kontrovers diskutiert.

## Umfang
|             | Nov 2006  | Mär 2008  | Jul 2010   | Dez 2011   | Dez 2012   | Sep 2015   |
| ----------- | --------- | --------- | ---------- | ---------- | ---------- | ---------- |
| Künstler    | 166.865   | 296.681   | 580.737    | 747.610    | 848.196    | 1.045.026  |
| Aufnahmen   | 702.857   | 1.148.333 | 1.896.128  | 2.300.765  | 2.547.775  | 3.122.252  |
| Bewertungen | 4.033.301 | 8.513.580 | 17.414.284 | 23.339.936 | 27.481.332 | 39.531.443 |
| Labels      | 3.345     | 16.466    | 45.154     | 58.475     | 64.912     | 90.678     |
| Rezensionen | –         | 636.739   | 1.159.958  | 1.453.200  | 1.644.165  | 1.969.531  |
| Konzertsäle | 1.315     | 4.374     | 8.134      | 9.714      | 10.379     | 12.270     |

Im Dezember 2011 gab es bei Rate Your Music ungefähr 370 000 Nutzerkonten, wobei etwa die Hälfte der Benutzer aus den Vereinigten Staaten, Kanada oder dem Vereinigten Königreich kommen. Die andere Hälfte der Nutzer stammen hauptsächlich aus West- und Nordeuropa, besonders Skandinavien und den Niederlanden, sowie Polen, Russland, Mexiko, Brasilien und Australien.